# 細谷資芳
細谷 資芳（ほそや すけよし、1890年（明治33年）10月8日-1945年（昭和20年）5月8日）は、日本の海軍軍人。最終階級は海軍少将。

## 生涯
1890年（明治33年）10月8日東京（現・東京都港区六本木）にて、海軍軍人細谷資氏の三男として生まれる。
府立一中卒、海軍兵学校第49期（昭和10年7月16日卒）。
パリに駐仏武官として赴任、第二次大戦勃発により、遣独（第二次）伊８潜水艦で、帰国する。
その後軍令部８課長を務め、昭和20年4月1日水上機要員養成の（茨城県）北浦航空隊司令として着任。
昭和20年5月5日（香川県）詫間航空隊司令に着任。北浦航空隊の魁隊の特攻を確認した後、報告のために飛行艇で上京する際、8日にアメリカ軍の攻撃を受け、戦死。
細谷の墓は東京都台東区の谷中霊園にある。